# 徳末知夫
徳末 知夫（とくすえ ともお、1914年8月22日 - 2006年1月29日）は、日本の実業家。帝人代表取締役社長を務めた。

## 人物・経歴
日本統治時代の台湾で生まれる。1938年神戸商業大学（現神戸大学）卒業、帝国人造絹絲入社。戦時中は陸軍主計大尉。戦後復帰し 1957年帝国人造絹絲テトロン販売部次長。1959年帝国人造絹絲テトロン販売部長。1961年帝国人造絹絲企画部長。1962年帝人ニューヨーク出張所長。1965年帝人取締役。1969年帝人常務取締役。1980年から帝人代表取締役社長を務めた。それまでの拡大路線で積み上がった不採算事業の整理を実施。一気に二十件以上の事業や海外案件から撤収するとともに、医療・医薬事業を次世代の成長事業として位置づけ、現在の事業構造の原型を築いた。当時の記者会見で経営の若返りの重要性を説き、事業に目処の立った三年余りで社長を退任。後任には11歳離れた岡本佐四郎氏を指名し、サポートが終わったとみるや会長職も2年で退いた。1985年より相談役。世田谷区の自宅で心不全のため死去。享年91。パレスホテルでお別れの会が行われた。アメリカ文学者の徳末愛子日本女子大学名誉教授は妻。